# الحرور (خنفر)

تعديل مصدري - تعديل

الحرور هي إحدى قرى عزلة جعار بمديرية خنفر التابعة لمحافظة أبين، بلغ تعداد سكانها 717 نسمة،حسب تعداد اليمن لعام 2004.